# Mikoian-Gurévitx MiG-29M
El  Mikoian MiG-29M  (en rus: МиГ-29М, designació OTAN:  Fulcrum-E ) és un caça del fabricant rus Mikoian desenvolupat a partir del MiG-29 "Fulcrum" durant a mitjan dècada del 1980. Abans conegut com a  MiG-33 , es basa en el desenvolupament de la tecnologia dels models MiG-29M/M2 i MiG-29K/KUB. El MiG-29m de vegades també és anomenat  Super Fulcrum .

## Història
A la dècada de 1980 i en plena guerra freda, la Unió Soviètica va decidir augmentar la capacitat de combat del caça de supremacia aèria MiG-29 davant el superior nivell de millores dels avions occidentals i la comprovada capacitat de l'F-16 per realitzar amb èxit operacions de caça bombarder polivalent, defensa i atac, transportar bombes de caiguda lliure i bombes guiades per làser, en pilons de càrrega sota les ales utilitzats per llançar míssils, adaptats especialment amb Pods de càrrega per llançar múltiples bombes.
El disseny original del MiG-29 bàsic, era d'un avió caça de "supremacia aèria" de mig abast, per a defensa de les bases aèries davant d'Europa i combats "Aire-aire" contra altres avions caça occidentals, que podria volar al costat del caça pesant Su-27 i complementar l'ala de combat, amb el caça tàctic de llarg abast MiG-25.
A causa de la nova necessitat d'un avió caça bombarder polivalent en una Força Aèria moderna i per atendre, les peticions dels països compradors d'avions de combat, que necessitaven un avió caça amb més versatilitat i no tan especialitzat, per al combat "Aire- aire "a gran velocitat i altitud, es va iniciar la recerca d'un nou avió caça bombarder per cobrir aquestes necessitats de defensa i atac, la millor opció era iniciar un nou programa de millora del disseny original del MiG-29, amb ales més grans i nous pilons de càrrega amb capacitat de llançar bombes de caiguda lliure, bombes guiades per làser i míssils aire-superfície, per equipar a la Força Aèria Russa. Així com altres forces aèries amb necessitat d'un caça bombarder modern, amb capacitat per a missions de defensa o ofensives.
El projecte MiG-29M (Super Fulcrum en la denominació OTAN) va ser l'inici d'una nova generació d'avions de combat, per al posterior desenvolupament de l'avió caça bombarder, que pot defensar, combatre contra altres avions caça en igualtat de condicions i atacar, amb tecnologia de 4a o 5a generació MiG-35 de disseny unificat, que supera l'anterior disseny del MiG-29 de supremacia aèria, que està al límit de la seva vida útil.
Rússia necessita modernitzar la seva ala de combat, per reemplaçar als abandonats MiG-29 que ja no estan totalment operatius en les seves bases aèries, són d'alt cost de manteniment, ja van complir la seva vida útil i per entrenar, a una nova generació de joves pilots de combat, que necessiten pilotar nous avions de combat de generació 4.5 i "cinquena generació" per estar al mateix nivell que la moderna i actualitzada Força Aèria occidental.

## Disseny
És la nova versió millorada amb UP-GRADE d'atac a terra i bombarder, del famós caça MiG-29 bàsic, és més pesant i de rang estès, càrrega de combat augmentada a 4.500 kg per poder transportar més armament d'atac, míssils "Aire-superfície" i bombes guiades per làser, és la base de disseny per al posterior projecte MiG-35.
Té nous pilons de càrrega per armament sota les ales i en el fuselatge central, amb 9 pilones de càrrega en total, que el converteixen en un nou avió caça polivalent, pot defensar i atacar, superior a l'anterior caça MiG-29 especialitzat per combat " aire-aire "a gran altitud, com el famós caça F-15 de la USAF.
El fuselatge central va ser reforçat extensament per augmentar la seva capacitat de càrrega, es va canviar l'arquitectura de la configuració de les ales, construïdes amb una nova aliatge d'alumini, per millorar el seu rendiment de vol a baixa altitud, disminuir la seva marca de radar i transportar, més càrrega de combustible i armament.
És membre de la nova família d'avions caça MiG-35 de disseny unificat, generació 4.5 de transició entre avions de quarta i "cinquena generació", amb nou sistema de control per senyals elèctrics de redundància quàdruple; palanca de control tipus joystick de maneig intuïtiu; sistema de comandament HOTAS (Hands On Throttle And Estic) mans en la palanca de gasos i control; major capacitat de càrrega de combustible en tancs interns i externs; nou disseny aerodinàmic que ofereix menor marca de radar i capacitat de re-proveïment en vol de combustible, per estendre el seu rang de combat.
El MiG-29m (Fulcrum E per l'OTAN) o conegut també en els inicis del seu desenvolupament com MiG-33, pot tenir instal·lats els nous motors bessons Klimov RD-33MK d'empenta vectorial, amb un increment en la potència i toveres d'escapament de gasos amb empenta vectorial, equipat amb un sistema d'estalvi de combustible per vol de creuer a baixa altitud i un nou sistema de control de gasos (of FADEC type).
La versió bàsica per a exportació no tindrà motors amb empenta vectorial, com la nova versió millorada del caça de "supremacia aèria" i "alta maniobrabilitat" MiG-35, però poden anar en el futur amb un nou programa de versió millorada UP-GRADE per convertir-lo en la versió més avançada MiG-29m OVT, per obtenir més avantatge en combat "Aire-aire" si els països compradors així ho demanen.
La versió biplaça és el MiG-29M2 per a missions d'entrenament i guia d'atac de l'ala de combat, el copilot assegut darrere del pilot en tàndem, podrà utilitzar l'aeronau amb una palanca de control addicional i veure la pista d'aterratge, amb un visor que s'aixeca sobre la cabina de comandament, tindrà noves pantalles planes per operar els sistemes defensius i radar, navegació per satèl·lit GLONASS i nou equip electrònic, per comandar un atac de penetració profunda d'altres avions de combat i un atac naval, amb vols rasants sobre el mar i gran abast en combat, amb capacitat de re-proveïment en vol a altres avions de l'ala de combat.

## Desenvolupament
Inicialment desenvolupat com una versió millorada d'atac per a exportació, de l'anterior caça de supremacia aèria MiG-29, és un nou avió caça bombarder polivalent, pot defensar i atacar, de disseny bimotor i de doble deriva (timó vertical de profunditat), més pesant i amb més capacitat d'atac.
Té el nou radar multimode Zhuk ME fabricat per Fazotron-NIIP, amb capacitat per il·luminar 10 blancs enemics i atacar 4 d'ells simultàniament, la cabina de comandament és d'arquitectura oberta per instal·lar nous components electrònics de navegació en el futur, que poden ser instal·lats en els tallers dels països compradors.
Permet transportar nous tancs externs de combustible per augmentar el seu abast, pot transportar nou armament de disseny rus, bombes guiades per làser, míssils navals i es pot adaptar, un altre tipus d'armament estranger en els pilons de càrrega, si el client així ho demana, amb l'ajuda i assessorament de tècnics de la fàbrica.
La cabina de comandament manté alguns instruments anàlegs tipus rellotge del MiG-29, però es van instal·lar dues noves pantalles planes, per al control d'armes, sistemes defensius i millores en la interfície de xifrat de dades (Data-link) entre el pilot i l'ordinador de batalla.
Sobre el con del radar es va instal·lar el sensor de cerca i seguiment per infrarojos (IRST) similar al caça de superioritat aèria MiG-35 i noves contra mesures electròniques, per a operacions de combat "Aire-aire" contra altres avions caça adversaris " fora del rang visual del pilot "i en combat tancat ( dogfight ).
Podrà realitzar operacions de re-proveïment aeri de combustible a altres caça bombarders MiG-29M, amb el nou tanc extern, mànega flexible i cistella, model PAU-1MK "Refuelling unit"; tindrà un avançat programari integrat de diagnòstic de falles i alerta de manteniment, per disminuir el seu cost operatiu i augmentar la seva vida útil, podrà operar amb seguretat en missions de combat diürnes i nocturnes, en qualsevol tipus de clima i missions d'atac naval, amb vols rasants sobre el mar.
És ofert a països que necessiten complementar la seva ala de combat, amb un nou avió supersònic especialitzat per a atac a terra i bombarder naval, això li ofereix una nova funció de caça multipropòsit, que pot ser repotenciat localment en el futur en forma conjunta amb Rússia.
L'empresa exportadora d'armes de Rússia Rosoboronexport li ofereix a la Força Aèria de l'Equador FAE per a reemplaçar l'esquadró d'avions bombarders SEPECAT Jaguar que ja van complir la seva vida operativa amb més 5.000 hores de vol de pràctiques de combat i per a completar, l'ala de combat d'avions caça costat del Mirage F1 francès, els més moderns Kfir i els nous Atles Cheetah, en l'inventari de la FAE.
Serà presentat a la Fira Aèria Internacional de l'Aviació i l'Espai MAKS International & Space Aviation 2011, del 16 al 21 d'Agost, en el camp aeri de la ciutat de Zhukovsky, prop de la ciutat de Moscou, i estarà disponible per a la venda, com una versió més econòmica del nou caça MiG-35.
Serà presentat a la Fira Aèria Internacional de l'Aviació i l'Espai "MAKS" de Rússia, al camp aeri Zhukovsky, prop de Moscou, l'agost del 2009.

## Especificacions
Característiques generals: 
- Tripulació: 1 (2 en la versió biplaça MiG-29m2)
- Longitud: 17/08 m
- Alçada: 6 m
- Envergadura: 12 m.
- Pes Buit: 17.500 kg.
- Pes Carregat: 22.500 kg.
- Planta motriu: 2 Klimov RD-33MK de 8.900 kgf cadascun (Amb Post-combustió)

 Rendiment: 
- Velocitat màxima: Mach 02/04 a 3.000 m d'altitud
- Velocitat a nivell del mar: Mach 02/01
- Abast de combat: 1.200 km
- Abast màxim: 2.000 km
- Amb tancs de combustible externs: 3.200 km
- Amb re-proveïment en vol: 6.000 km
- Sostre de servei: 17.500 m
- Velocitat d'ascens: 300 m/s

 Armament: 
- 1 canó automàtic de 30 mm GSh-30-1 amb 150 trets

Míssils Aire-aire:
- AA-8 Aphid: 6 x R-60M
- AA-10 Alamo: 6 x R-27R, R-27t, R-27ER, R-27ET
- AA-11 Archer: 8 x R-73m, R-74m
- AA-12 Adder: 8 x R-77
- R-73E x 8
- R-33 x 8
- RVV-AE x 8

Míssils Aire-superfície:
- Kh-29T (TE): x 4
- Kh-31A: x 4
- Kh-35E: x 4
- Kh-31A: x 4
- Kh-35E: x 4
- Kh-31P: x 4
- KAB-500 kg x 4 (bomba guiada per làser)

Aviònica:
- Radar Phazotron Zhuk AE
- Sistema de localització òptica NII PP